# Upton Park FC

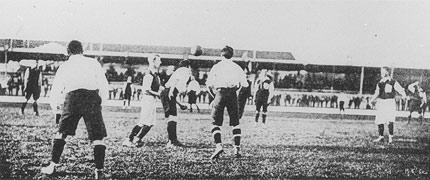
Zápas Upton Parku s francouzským výběrem na OH 1900

Upton Park FC (celým názvem: Upton Park Football Club) byl anglický amatérský fotbalový klub z londýnské čtvrti Upton Park (obvod Newham). Je vítězem fotbalového turnaje v rámci olympiády 1900.
Klub byl založen roku 1866. V letech 1869 až 1872 za něj hrál Charles William Alcock, pozdější reprezentant Anglie a významný funkcionář v počátcích fotbalu. Upton Park byl jedním z patnácti týmů, které se zúčastnily prvního ročníku FA Cupu 1871/82, kde prohrál v prvním kole s Clapham Rovers FC. Nejlepším pohárovým výsledkem klubu bylo čtvrtfinále v letech 1877, 1878, 1882 a 1884. Do pohárové historie se zapsali také skandálem z roku 1884, když po zápase s Preston North End obvinili soupeře z porušení amatérských pravidel: výsledkem byla legalizace profesionalismu v anglickém fotbale.
V letech 1882 a 1883 vyhrál Upton Park London Seniors Cup. V roce 1887 byl klub rozpuštěn, roku 1891 byla jeho činnost obnovena. Startoval v lize Southern Alliance 1892, kde skončil na posledním sedmém místě. V roce 1900 byl jako amatérský klub pověřen reprezentací Velké Británie na olympiádě v Paříži 1900, kde odehrál jediný zápas, v němž porazil domácí výběr Union des Sociétés Françaises de Sports Athlétiques 4:0. Fotbal byl na hrách původně pouze ukázkovým sportem, ale dodatečně byl turnaj uznán jako oficiální a Upton Park se tak stal prvním olympijským vítězem v historii.
Klub ukončil činnost v roce 1911, mimo jiné vzhledem ke konkurenci profesionálního klubu West Ham United v sousedství. Fotbalový superpohár Normanských ostrovů, odehrávající se mezi vítězi nejvyšších soutěží Guernsey a Jersey, se jmenuje Upton Park Trophy na paměť úspěšného zájezdu klubu na ostrovy v roce 1906.

## Úspěchy v domácích pohárech
Zdroj: 
- FA Cup
  - Čtvrtfinále: 1876/77, 1877/78, 1881/82, 1883/84